# Dahlgrenius asper
Dahlgrenius asper är en skalbaggsart som först beskrevs av Lewis 1901.  Dahlgrenius asper ingår i släktet Dahlgrenius och familjen stumpbaggar. Inga underarter finns listade i Catalogue of Life.